# Fiume di acque bianche

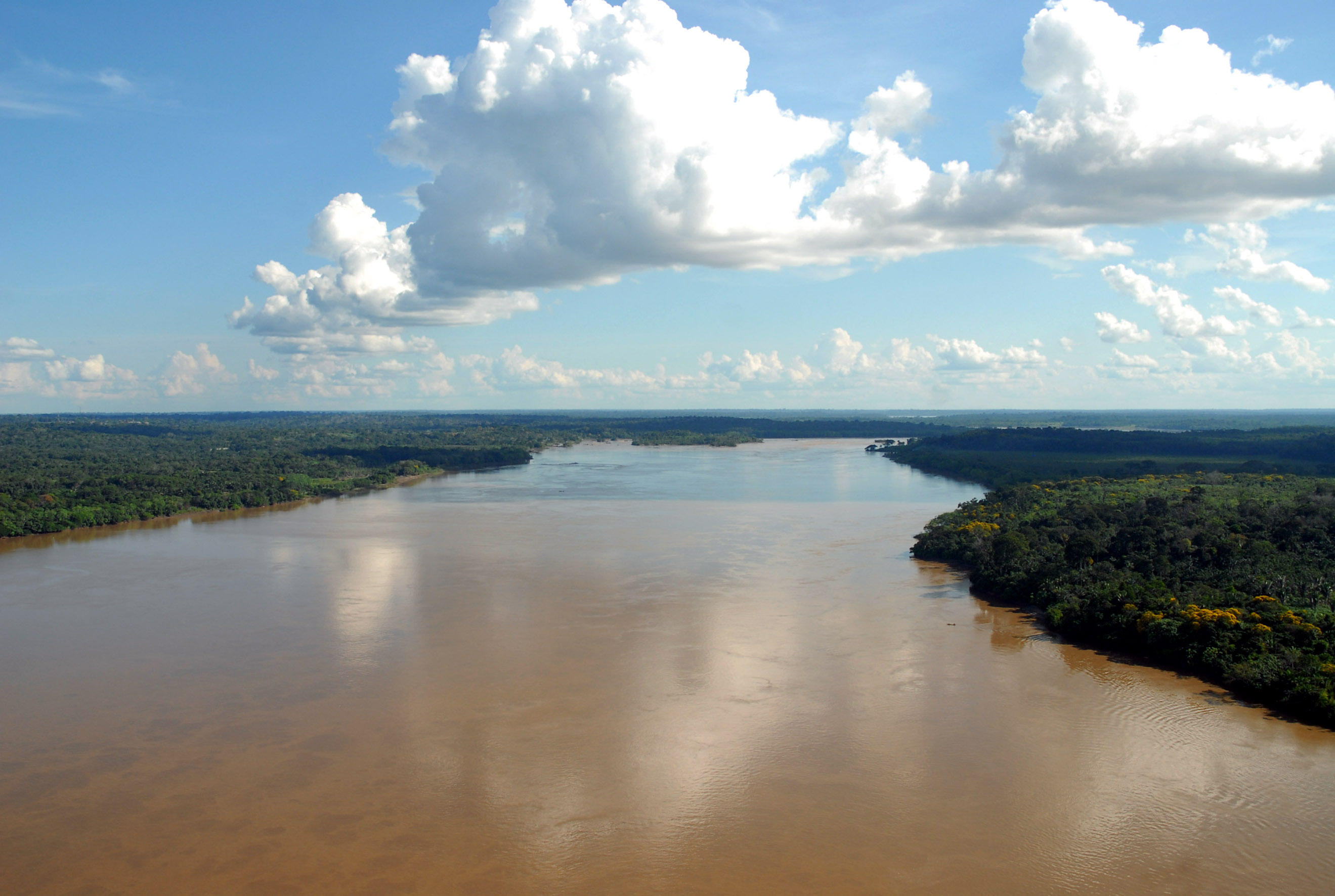
Il Rio Madeira, un tipico fiume di acque bianche

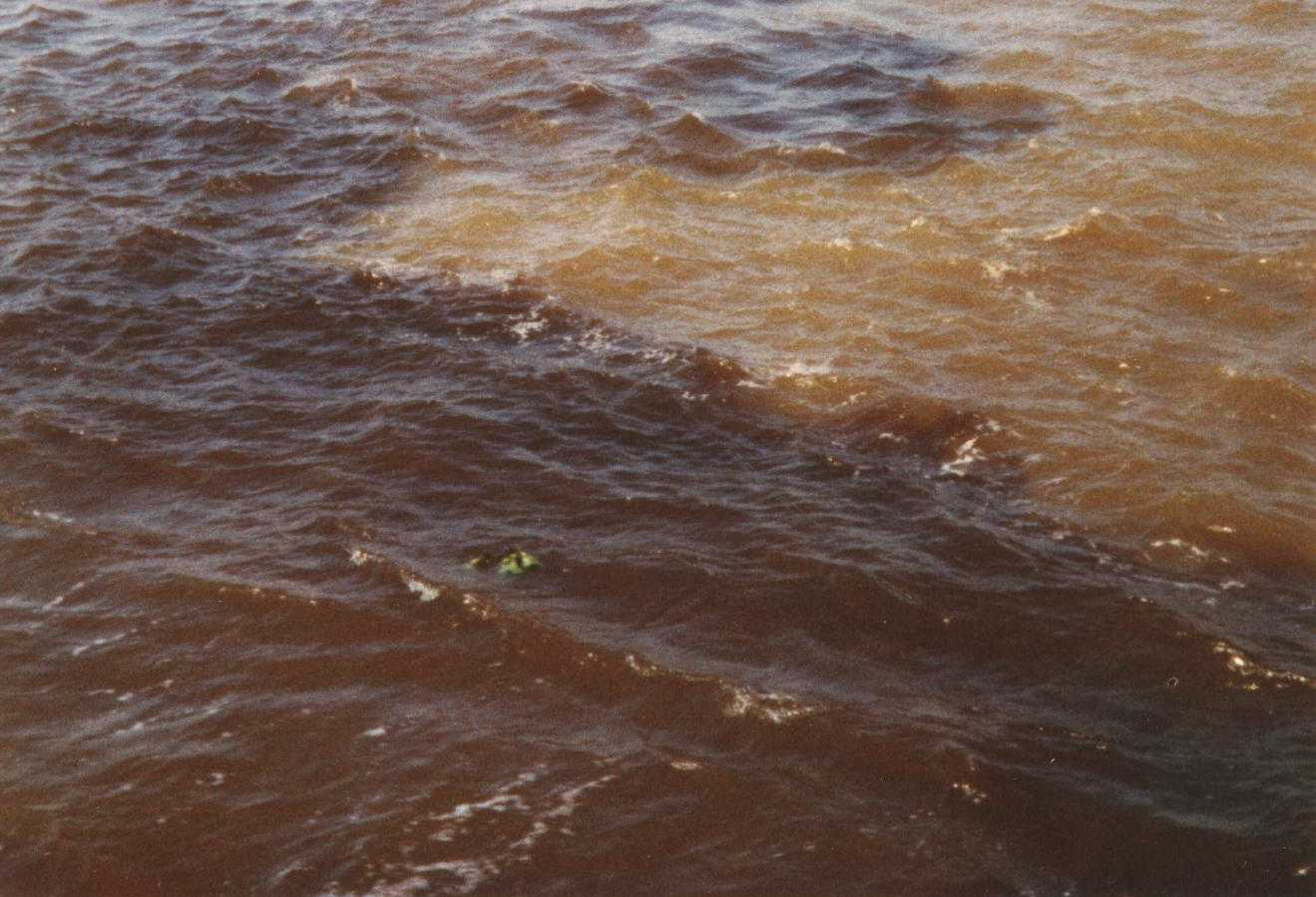
Linea di separazione netta alla confluenza del Rio Negro (a sinistra, un fiume di acque nere) con il Rio Solimões (un fiume di acque bianche), nome con cui è noto il Rio delle Amazzoni nel suo tratto superiore

I fiumi di acque bianche, insieme ai fiumi di acque nere e ai fiumi di acque chiare, sono uno dei tre principali tipi di fiumi presenti nelle regioni tropicali.
Tra i più noti fiumi di acque bianche in Sudamerica si annoverano l'alto Rio delle Amazzoni (Rio Solimões), il Rio Madeira, il Rio Branco e il Río de la Plata. In Africa, invece, appartiene a questa categoria il Nilo Azzurro. Talvolta il termine viene usato in senso più ampio, includendo anche corsi d'acqua non tropicali; in questo caso, ad esempio, alcuni tratti del Danubio vengono definiti fiume di acque bianche.

## Proprietà
I fiumi di acque bianche hanno acque relativamente chiare per via dell'alto contenuto di particelle minerali in sospensione, e la loro acqua appare generalmente di colore fangoso o argilloso. La caratteristica tonalità marrone chiara appare biancastra solo quando vista di sbieco. I fiumi di acque bianche nascono in aree geologicamente attive e quindi trasportano elevate quantità di materiale eroso. Questi sedimenti contengono spesso elevate concentrazioni di ferro e alluminio, nonché abbondanti quantità di elettroliti e nutrienti. Il pH dell'acqua è prossimo alla neutralità o leggermente acido. La conducibilità è relativamente elevata, data l'alta concentrazione di minerali disciolti. La visibilità in queste acque è molto limitata, variando dai 10 ai 50 centimetri.

## Flora e fauna
Grazie ai sedimenti ricchi di nutrienti, i fiumi di acque bianche offrono condizioni favorevoli a una ricca biodiversità, risultando più ospitali dei fiumi di acque nere e dei fiumi di acque chiare. Tuttavia, nonostante l'alto contenuto nutritivo, la crescita di piante, alghe azzurre e batteri autotrofi (produzione primaria) rimane ridotta, poiché l'elevata concentrazione di particelle in sospensione limita fortemente la penetrazione della luce solare. Nei fiumi di acque bianche prevalgono piante di superficie (pleuston) e molluschi. Inoltre, grazie all'acqua con pH neutro, questi fiumi ospitano una quantità maggiore di insetti rispetto ai corsi d'acqua di altro tipo.
Le foreste alluvionali lungo i fiumi di acque bianche sono chiamate várzea.